# Gabonjin
 Gabonjin  (olaszul: Gabogno) falu Horvátországban Tengermellék-Hegyvidék megyében. Közigazgatásilag Dobrinjhoz tartozik.

## Fekvése
Krk belsejében, községközpontjától 4 km-re délnyugatra, a község magasabban fekvő részén fekszik.

## Története
Gabonjint már a 14. században említik egy 1376-ban kelt glagolita írású közösségi okiratban. Ive Jelenović szerint nevét egykori birtokosáról egy bizonyos Gabonjáról kapta. Tekintettel arra, hogy a Gabonja egy nagyon régi horvát személynév Jelenović arra következtetett, hogy a falu is nagyon régi, valószínűleg sokkal régibb, mint első említésének ideje. Krk szigetét 1480-ig Velence vazallusaiként a Frangepánok igazgatták. 1480-tól közvetlenül Velencei Köztársasághoz tartozott. A napóleoni háborúk egyik következménye a 18. század végén a Velencei Köztársaság megszűnése volt. Napóleon bukása után Krk is osztrák kézre került, majd a 19. század folyamán osztrák uralom alatt állt. 1867-től 1918-ig az Osztrák-Magyar Monarchia része volt. 1857-ben 266, 1910-ben 400 lakosa volt. Az Osztrák–Magyar Monarchia bukását rövid olasz uralom követte, majd a település a Szerb–Horvát–Szlovén Királyság része lett. A második világháború idején előbb olasz, majd német csapatok szállták meg. A háborút követően újra Jugoszlávia, majd az önálló horvát állam része lett. 2011-ben 199 lakosa volt.

## Nevezetességei
- A Szent Péter domb alatt áll Szent Péter apostol tiszteletére szentelt temploma, melyet már a 14. században említenek, de valószínűleg ennél is sokkal régebbi. Vinciguerrának a sziget első velencei kormányzójának feljegyzése szerint 1480-ban a templom romos volt. Átadták a dobrinji káptalannak, mely felújíttatta, később loggiát is építettek hozzá. 1892-ben szélesítették. A templom egyhajós építmény négyszög alakú szentéllyel. Homlokzata felett római típusú alacsony nyitott harangtorony áll, benne két haranggal.
- A Szent Péter templomhoz az úgynevezett Glagolita út, egy az óhorvát glagolita írást oktatóan bemutató, mintegy kétszáz méter hosszú tematikus tanösvény vezet. A gabonjini Svetko Ušalj számos glagolita írást fordított le, majd kőbe véste a teljes glagolita ábécét, valamint harminchét glagolita szót, melyeket kő emlékműveken helyezett el a 2001-ben kiépített ösvény mentén.
- A Glagolita park 2010-ben nyílt meg a falu északi részén. Tizenhat glagolita írásos kőemlék az ország legfontosabb történelmi eseményeiről. Svetko Ušalj alkotásai.
- 1950-ben a településen felépült a Jézus Szíve templom is.

## Lakosság
| Lakosság változása | Lakosság változása | Lakosság változása | Lakosság változása | Lakosság változása | Lakosság változása | Lakosság változása | Lakosság változása | Lakosság változása | Lakosság változása | Lakosság változása | Lakosság változása | Lakosság változása | Lakosság változása | Lakosság változása | Lakosság változása |
| ------------------ | ------------------ | ------------------ | ------------------ | ------------------ | ------------------ | ------------------ | ------------------ | ------------------ | ------------------ | ------------------ | ------------------ | ------------------ | ------------------ | ------------------ | ------------------ |
| 1857               | 1869               | 1880               | 1890               | 1900               | 1910               | 1921               | 1931               | 1948               | 1953               | 1961               | 1971               | 1981               | 1991               | 2001               | 2011               |
| 266                | 292                | 328                | 383                | 427                | 400                | 389                | 373                | 333                | 306                | 222                | 196                | 180                | 199                | 177                | 199                |